# Auglaize County
Auglaize County je okres amerického státu Ohio založený v roce 1848. Správním střediskem je město Wapakoneta. Okres byl pojmenovaný podle řeky Auglaize, která místem protéká.

## Sousední okresy
| Růžice kompasu | Van Wert County | Allen County    |               | Růžice kompasu |
| Růžice kompasu | Mercer County   | Sever           | Hardin County | Růžice kompasu |
| Růžice kompasu | Mercer County   | Auglaize County | Hardin County | Růžice kompasu |
| Růžice kompasu | Mercer County   | Jih             | Hardin County | Růžice kompasu |
| Růžice kompasu | Darke County    | Shelby County   | Logan County  | Růžice kompasu |